# Ghislaine Maxwell
Ghislaine Noelle Marion Maxwell, född 25 december 1961 i Maisons-Laffitte i Yvelines utanför Paris, är en brittisk affärskvinna och sexualförbrytare. Hon dömdes 2022 till 20 års fängelse för människohandel och andra brott i samröre med finansmannen Jeffrey Epstein.

## Biografi
Maxwell är dotter till tidningsmogulen Robert Maxwell, som ägde New York Daily News och Daily Mirror. Under en tid arbetade Ghislaine Maxwell som del av ledningen för New York Post. Hon arbetade även på tidningen The European som också den ägdes av hennes far.
Hon blev uppmärksammad för sitt förhållande med Jeffrey Epstein. Maxwell greps den 2 juli 2020 och delgavs misstanke om att ha medverkat i sexuella övergrepp på ett antal unga flickor; därtill misstänktes hon för människohandel och mened.
Den 29 december 2021 fälldes Maxwell på fem punkter, bland annat trafficking, för att ha försett Epstein med tonårsflickor, vilka han sedan förgrep sig på. Den 28 juni 2022 dömdes Ghislaine Maxell till 20 års fängelse av en domstol i New York.